# Place Pasdeloup
Place Pasdeloup är en öppen plats i Quartier de la Folie-Méricourt i Paris elfte arrondissement. Den är uppkallad efter den franske kompositören och dirigenten Jules Pasdeloup (1819–1887). Vid platsen är Cirque d'Hiver belägen.

## Bilder
| - Jules Pasdeloup. - Skylt. - Square de la Place-Pasdeloup med Fontaine Dejean. - Cirque d'Hiver. |

## Omgivningar
- Saint-Denys-du-Saint-Sacrement
- Square de la Place-Pasdeloup med Fontaine Dejean
- Boulevard du Temple
- Rue Oberkampf
- Rue Amelot
- Rue de Crussol
- Cité de Crussol
- Rue des Filles-du-Calvaire
- Rue Commines
- Rue Froissart
- Passage Saint-Pierre-Amelot
- Rue de Malte

## Kommunikationer
- Tunnelbana – linje  – Filles du Calvaire
- Busshållplats Oberkampf – Filles du Calvaire – Paris bussnät, linje 96

### Webbkällor
- ”Place Pasdeloup”. Mairie de Paris. https://web.archive.org/web/20160303172001/http://www.v2asp.paris.fr/commun/v2asp/v2/nomenclature_voies/Voieactu/7005.nom.htm. Läst 21 oktober 2022.
- ”Place Pasdeloup”. Les rues de Paris. https://web.archive.org/web/20190727144754/http://www.parisrues.com/rues11/paris-11-place-pasdeloup.html. Läst 21 oktober 2022.